# Hallo Szpicbródka, czyli ostatni występ króla kasiarzy
Hallo Szpicbródka, czyli ostatni występ króla kasiarzy – polski komediowo-kryminalny film muzyczny z 1978 roku. Inspiracją dla filmu była działalność Stanisława Cichockiego, przedwojennego polskiego kasiarza (złodzieja zawartości kas pancernych). Tytuł roboczy: „Miłość Szpicbródki”.

## Opis fabuły
Warszawa, lata 30. XX wieku. Teatrzykowi rewiowemu o nazwie „Czerwony Młyn” grozi bankructwo. Właściciel nie ma pieniędzy na wypłacenie pensji pracownikom. Pewnego dnia w gabinecie przygnębionego właściciela Kulki-Lalewicza (Wiesław Michnikowski) zjawia się tajemniczy inżynier Fred Kampinos (Piotr Fronczewski) i oferuje, że za własne pieniądze postawi teatr na nogi. W rzeczywistości to poszukiwany kasiarz Szpicbródka przygotowujący się on do ostatniego skoku, a teatr kupuje, by przez jego piwnicę dostać się do sąsiadującego banku. Zbyt dobrze wypełniając rolę właściciela teatru, angażuje się emocjonalnie w przygotowywany spektakl. Zakochuje się w aktorce Anicie (Gabriela Kownacka), a policja depcze mu po piętach.

## Obsada
- Piotr Fronczewski jako Fred Kampinos / Szpicbródka
- Gabriela Kownacka jako Anita
- Ewa Dębicka jako Anita (wokalny głos)[3]
- Wiesław Michnikowski jako dyrektor Ryszard Kulka-Lalewicz
- Ewa Wiśniewska jako Vera Patroni
- Irena Kwiatkowska jako bufetowa Makowska
- Bohdan Łazuka jako Malicz
- Włodzimierz Kwaskowski jako krawiec Salomonowicz
- Józef Nalberczak jako klakier Rudy
- Emil Karewicz jako Maks
- Jan Kobuszewski jako tajniak Mańkowski
- Krzysztof Kalczyński jako tancerz Borys
- Edward Wichura jako autor rewii Zbirski
- Wiesław Gołas jako inspicjent
- Kazimierz Kaczor jako Mikuś
- Krzysztof Majchrzak jako Pytak
- Bogdan Baer jako komornik
- Cezary Julski jako pomocnik komornika Kukulak
- Lech Ordon jako konduktor
- Witold Gruca jako choreograf
- Andrzej Krasicki jako Garwacki, komisarz policji
- Marian Glinka jako aktor
- Ryszard Barycz jako oficer policji
- Ewa Kuklińska jako tancerka Zenia
- Tadeusz Suchocki jako kierownik muzyczny teatru